# David Barron (Filmproduzent)
David Barron (* 1954 in Ipsden (South Oxfordshire)) ist ein britischer Filmproduzent und Executive Producer.

## Leben
Produzent David Barron tastete sich an diese Karriere beim Film ab den frühen 1980er-Jahren über verschiedene Tätigkeitsfelder heran, so war er anfangs auch als Regieassistent und Filmproduktionsleiter beschäftigt. Dies ist eine für Produzenten nicht untypische Laufbahn, denn auf diese Weise können erst die verschiedenen Zahnräder der komplexen Filmindustrie im Detail kennen gelernt werden, bevor eine übergeordnete künstlerische und/oder finanzwirtschaftliche Verantwortung übernommen wird.
Barron wurde als Produzent bzw. geschäftsführender Produzent (EP) vor allem durch seine Mitarbeit an sechs der acht Harry-Potter-Filme sowie einigen Shakespeare-Verfilmungen von und mit RSC-Mitglied Sir Kenneth Branagh bekannt. Auch mit Regisseur/Drehbuchautor David Hare (Der Vorleser) arbeitete Barron bereits mehrfach zusammen (Strapless, Die Verschwörung – Verrat auf höchster Ebene).

## Filmografie (Auswahl)
Karrierebeginn
- 1981: Die Geliebte des französischen Leutnants (The French Lieutenant’s Woman) – als Location Manager
- 1984: The Killing Fields – Schreiendes Land (The Killing Fields) – als 2nd Assistant Director
- 1985: Legende (Legend) – als Unit Manager
- 1985: Revolution – als Production Manager
- 1987: Die Braut des Prinzen (The Princess Bride) – Production Manager
- 1987: The Lonely Passion of Judith Hearne – Production Supervisor
- 1989: Ein fast anonymes Verhältnis (Strapless) – Production Supervisor
- 1990: Cabal – Die Brut der Nacht (Nightbreed) – Production Supervisor
- 1992: Die Muppets-Weihnachtsgeschichte (The Muppet Christmas Carol) – Line Producer
- 1994: Mary Shelley’s Frankenstein – Associate Producer, Unit Production Manager

Als leitender Produzent
- 1995: Othello
- 1996: Ein Weihnachtstraum (In the Bleak Midwinter)
- 1996: Hamlet
- 1998: Siamese Cop
- 2000: Verlorene Liebesmüh’ (Love’s Labour’s Lost)
- 2005: Sahara – Abenteuer in der Wüste (Sahara, als Koproduzent)
- 2007: Harry Potter und der Orden des Phönix (Harry Potter and the Order of the Phoenix)
- 2008: Inbetween
- 2009: Harry Potter und der Halbblutprinz (Harry Potter and the Half-Blood Prince)
- 2010: Harry Potter und die Heiligtümer des Todes – Teil 1 (Harry Potter and the Deathly Hallows – Part 1)
- 2011: Die Verschwörung – Verrat auf höchster Ebene (Page Eight, Fernsehfilm)
- 2011: Harry Potter und die Heiligtümer des Todes – Teil 2 (Harry Potter and the Deathly Hallows – Part 2)
- 2014: Jack Ryan: Shadow Recruit
- 2014: Frank
- 2015: Cinderella
- 2016: Legend of Tarzan (The Legend of Tarzan)
- 2018: Terminal
- 2022: Emily

Als Geschäftsführer (Executive Producer)
- 2000: Anno Domini
- 2000: It Was an Accident
- 2002: Besessen (Possession)
- 2002: Harry Potter und die Kammer des Schreckens (Harry Potter and the Chamber of Secrets)
- 2005: Harry Potter und der Feuerkelch (Harry Potter and the Goblet of Fire)